# A4 (Roemenië)
De A4 of Autostradă Litoral is een toekomstige snelweg in Roemenië, die Constanța zal verbinden met Mangalia en de Bulgaarse grens. De totale lengte van de snelweg zal ongeveer 60 kilometer zijn.